# Villers-Plouich

Villers-Plouich este o comună în departamentul Nord, Franța. În 1 ianuarie 2022 avea o populație de 389 de locuitori.